# Alexandra Braun Waldeck

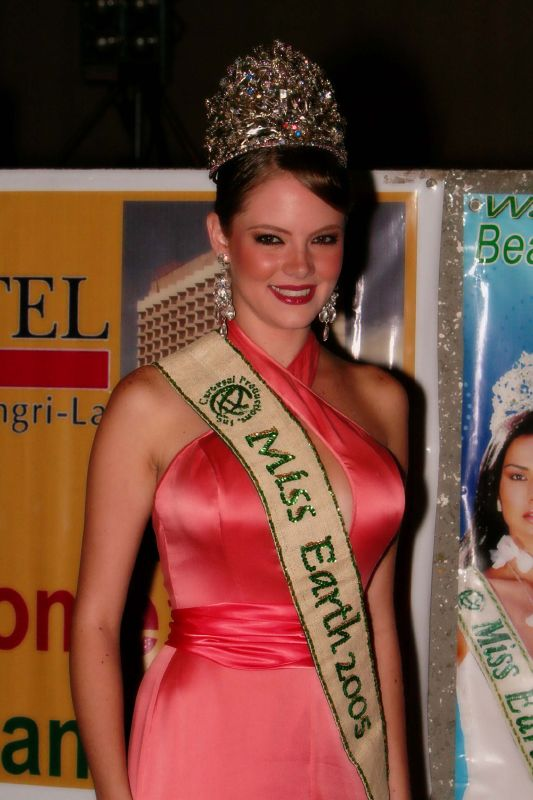
Alexandra Braun Waldeck

Alexandra Braun Waldeck (Caracas, 19 mei 1983) is een model afkomstig uit Venezuela.
Tijdens de Miss Venezuela 2005 verkiezing behaalde Braun de 4e plaats en werd later door Sambil Model Caracas verkozen om Venezuela te vertegenwoordigen tijdens de Miss Earth 2005 verkiezing en won.
Braun is de eerste Venezolaanse Miss Earth en met haar overwinning is Venezuela het tweede land na Brazilië die alle vier de grote Miss verkiezingen een keer gewonnen heeft (Miss Universe, Miss World, Miss Earth en Miss International).